# Color Visión
Color Visión és una cadena de televisió i ràdio dominicana creada el 25 de juliol del 1968 a Santiago de los Caballeros. Destaca per ser la primera cadena televisiva en color a la República Dominicana i la tercera a tota l'Amèrica Llatina. A partir del 1990 va adquirir lideratge en audiència a tot el país, degut al nombrós nombre de celebritats que eren entrevistades en els programes de la cadena, des de polítics fins a cantants, actors, metges, models, escriptors... Més endavant va ser el primer canal del país que es podia veure en directe per internet, cosa que fa que es pugui veure a tot el món i també per televisió per satèl·lit als Estats Units d'Amèrica.